# Le Tallud

Le Tallud este o comună în departamentul Deux-Sèvres, Franța. În 2009 avea o populație de 1,990 de locuitori.